# Прага 21
Прага 21 или Уезд-над-Леси — административный район в восточной части Праги. Образован на месте исторического района «Уезд-над-Леси», откуда имеет двойное название. С 24 ноября 1990 года по 31 декабря 2001 года район имел официальное название «Прага — Уезд-над-Леси».
Помимо «Уезд-над-Леси» в состав Праги 21 входят несколько муниципальных (исторических) районов: Клановице, Колодее, Беховице.
Был включен в состав Праги в 1974 году.

## Фотографии района

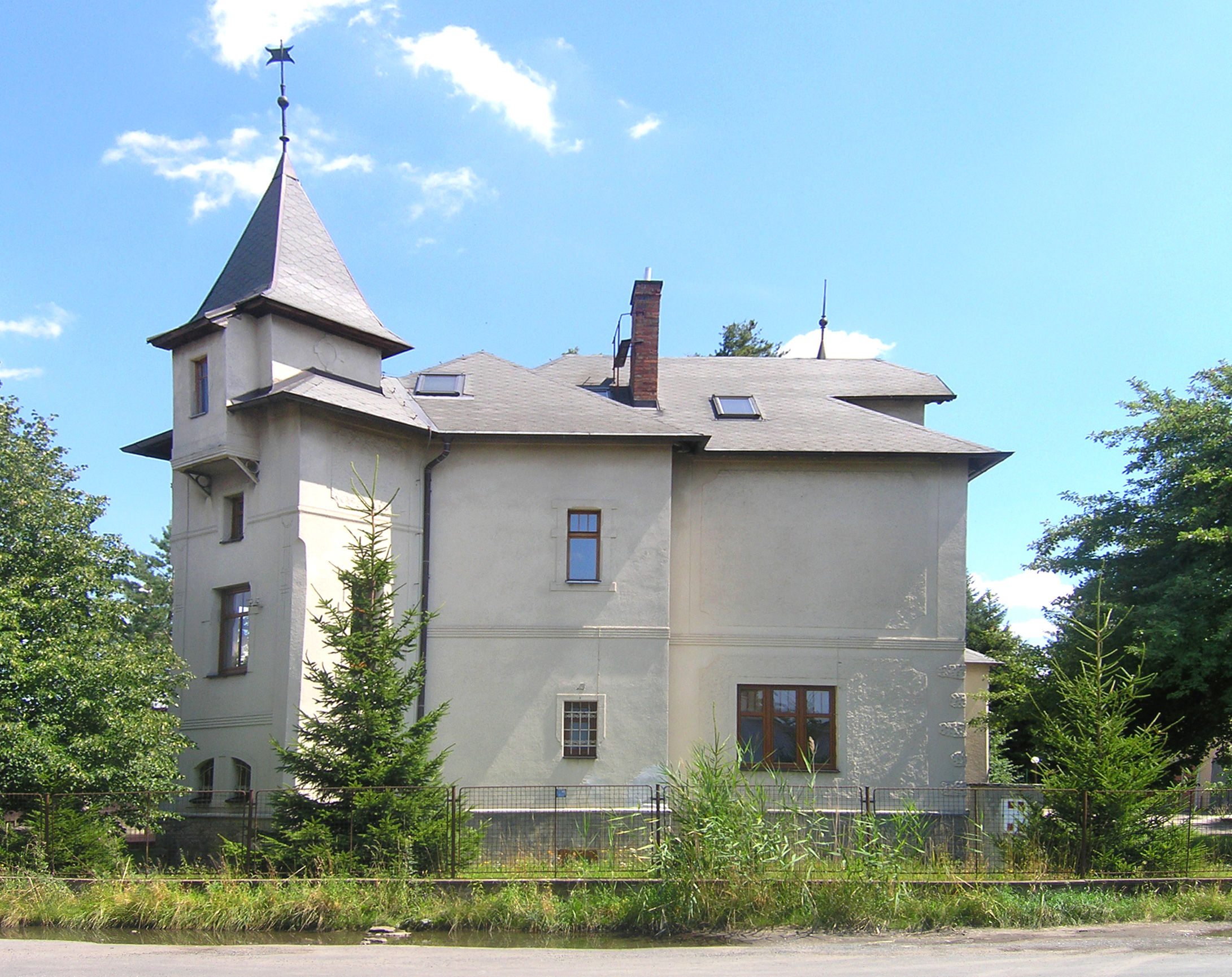
Вилла на главной улице района
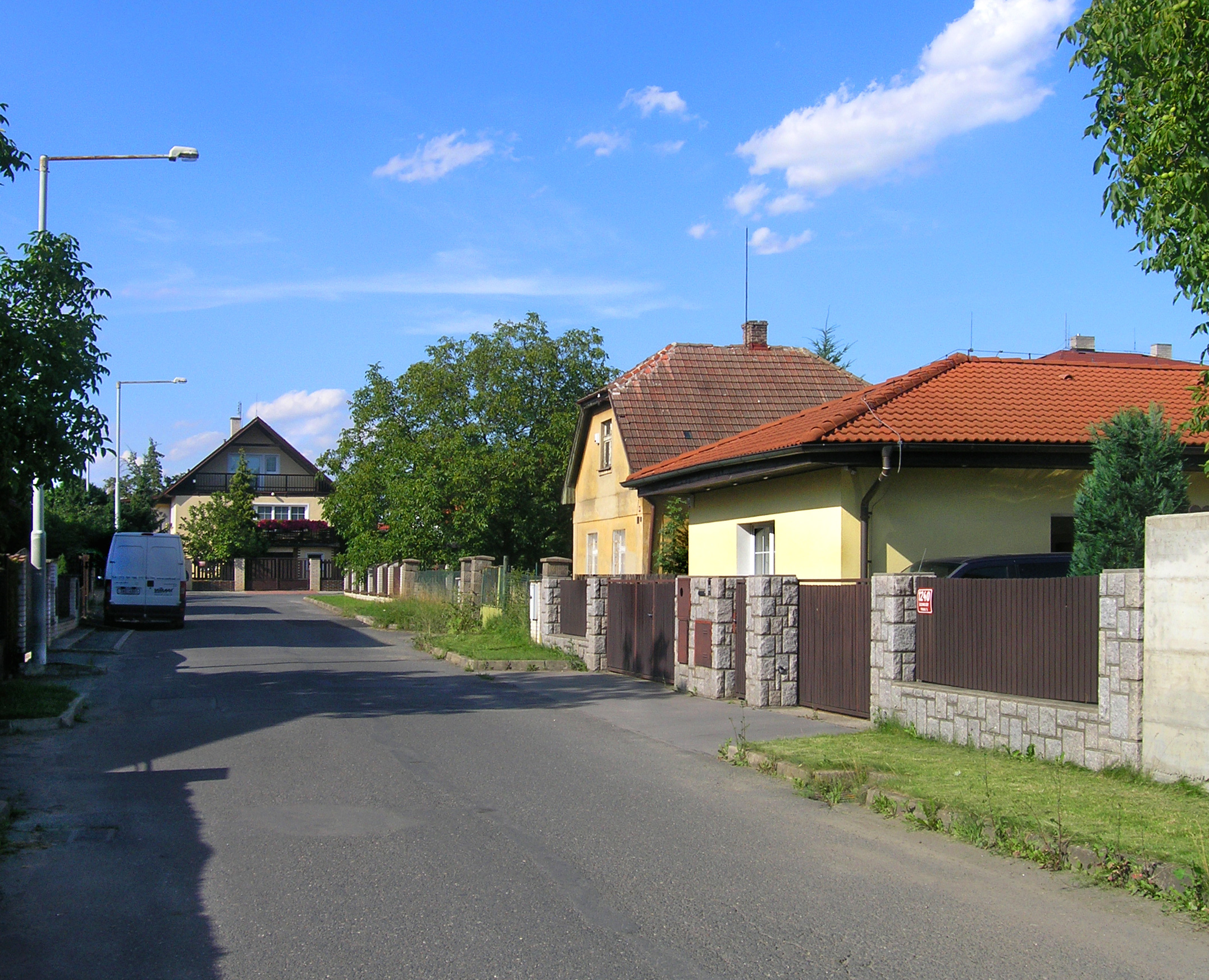
На одной из улиц района